# Rond sterrenkroos
Rond sterrenkroos of herfststerrenkroos (Callitriche hermaphroditica) is een eenjarige waterplant die behoort tot de weegbreefamilie (Plantaginaceae).
De plant komt van nature voor in de  koudere delen van het noordelijk halfrond.
De soort staat op de Nederlandse Rode lijst van planten als zeer zeldzaam en sterk afgenomen.

## Kenmerken
De plant wordt 15 tot 50 cm hoog. De plant heeft lijnvormige bladeren, in tegenstelling tot wat zijn naam "rond sterrenkroos" doet vermoeden. Rond sterrenkroos lijkt  op de brede waterpest (Elodea canadensis) dan op de andere sterrenkroossoorten. 
De  bloemen bloeien van juli tot in de herfst. De vrucht is een splitvrucht.
Rond sterrenkroos komt voor in de hogere waterlagen van stilstaand of zwak stromend helder en voedselrijk water. De plant is niet aangepast aan droogvallen.